# 毛里求斯LGBT权益
女同性恋，男同性恋，双性恋和跨性别（LGBT）人群在毛里求斯的权利在共和国法律上是复杂和模糊的。性悖軌被国家的法律禁止，但他们对同性恋和性别认同的话题保持沉默。该国是支持联合国性取向和性别认同宣言的66个签署国之一。虽然同性伴侣关系不被承认，但LGBT群体得到保护，不受任何形式的歧视，宪法保障个人享有私人生活的权利。

## 关于同性性行为的法律
根据《1838年毛里求斯刑法典》第250条的非正式翻译：“任何犯有性悖軌罪的人...应处以不超过5年的刑罚。”

## 反歧视保护
《2008年平等机会法令》禁止雇主根据其性取向对个人进行歧视，将“性取向”定义为“同性恋（包括女同性恋），双性恋或异性恋”。

## 儿童收养
根据2006年的报道，单身或已婚人士可以收养儿童。 LGBT人士没有被明确取消资格。
据法国政府网站介绍，单身和已婚人士有资格收养子女。网站没有说LGBT人士是否被取消资格。

## LGBT权利组织
在毛里求斯，LGBT社区有四个组织：Collectif Arc en Ciel，Young Queer Alliance，Association VISA G和Pils。
Collectif Arc en Ciel（“彩虹集体”）成立于2005年，是毛里求斯LGBT社区的先驱和主要组织。该组织在毛里求斯组织了第一次同志骄傲游行，并在之后的十年一直组织类似活动，在2016年的活动上聚集了1200多名与会者。该组织通过多次活动，打击基于性取向的同性恋恐惧和歧视，并为年轻的LGBTQI群体提供支持。
Young Queer Alliance（青年酷儿联盟）成立于2014年9月1日，是毛里求斯年轻LGBTQI群体的组织。青年酷儿联盟负责宣传性取向相关知识并且打击基于性取向的同性恋恐惧和歧视。
Pils成立于1996年，是全国艾滋病中心，也是向人群宣传教育预防艾滋病相关知识的地方。

## 其他LGBT计划
一些举措表明毛里求斯对LGBT社群越来越多的接受：
Moments.mu成立于2014年，是毛里求斯第一家为LGBT社群服务的旅行社。

## 概况
| 同性性行为合法                                       | （处罚：最多五年监禁） |
| 同意年龄平等                                         | 否                     |
| 反就业歧视法律                                       | （自2008年）           |
| 提供商品和服务的反歧视法律                           | （自2012年）           |
| 在所有其他领域的反歧视法律（包括间接歧视，仇恨言论） | 否                     |
| 同性婚姻                                             | （提议中）             |
| 同性伴侣关系                                         | （提议中）             |
| 同性伴侣收养继子女                                   | （提议中）             |
| 同性伴侣联合收养                                     | （提议中）             |
| 同性恋军人允许公开服役                               | （没有军队）           |
| 有权改变法律性别                                     | 否                     |
| 女同性恋试管婴儿                                     | 是                     |
| 男同性恋情侣商业代孕                                 | （在考虑中）           |
| 男男性接触人群（MSM）允许献血                        | 是                     |